# Tylomelania
Tylomelania ist eine Gattung von Süßwasserschnecken aus der Familie der Pachychilidae. In der Aquaristik wird sie auch als Pososchnecke oder Felsenschnecke bezeichnet.

## Merkmale
Tylomelania-Schnecken besitzen ein auffällig spiralig gewundenes Gehäuse, das in verschiedenen Formen und Farben auftreten kann. Die Mündung kann durch ein kalkiges Operculum verschlossen werden. Die Tiere sind getrenntgeschlechtlich und ovovivipar, das bedeutet, die Weibchen bringen lebende Jungtiere zur Welt, die bereits ein Gehäuse besitzen. Die Größe der Jungtiere kann bis zu 2 cm betragen, was sie zu den größten Neugeborenen unter Süßwasserschnecken macht.
Ein weiteres charakteristisches Merkmal ist die Vielfalt der Radula (Raspelzunge), die je nach Ernährung und Substrat stark variieren kann. Diese Anpassung ermöglicht es mehreren Arten, denselben Lebensraum zu teilen, indem sie unterschiedliche ökologische Nischen besetzen.
Bis 2008 wurden mindestens 46 verschiedene Arten beschrieben.

## Lebensweise und Verbreitung
Die Arten der Gattung Tylomelania sind endemisch auf Sulawesi in Indonesien. Die meisten Arten sind auf den Poso-See und das Malili-Seen-System beschränkt, das unter anderem die Seen Matano und Towuti umfasst.
Die Schnecken bewohnen eine Vielzahl von Lebensräumen, die von weichem Substrat wie Sand und Schlamm bis hin zu hartem Substrat wie Felsen und versunkenem Holz reichen. Die Entwicklung dicker Gehäuse wird als Anpassung an den Druck durch Prädatoren wie Krabben interpretiert, die in den Seen Sulawesis vorkommen. Ihre heutige Verbreitung lässt darauf schließen, dass sie nicht in einer Höhe von mehr als 700 m vorkommen können, denn sie sind nur in Küstennähe, wo Flüsse oder Bäche direkt von den nahe gelegenen Bergen herabfließen, oder in verkarsteten Aufschlüssen zu finden.

## Bedrohung & Naturschutz
Die IUCN führt 11 Arten als stark gefährdet ("Endangered") und 16 Arten als "vom Aussterben bedroht " ("Critically Endangered") auf. Unter ihnen gilt Tylomelania zeamais als möglicherweise ausgestorben (Possibly Extinct").
Das Malili-Seensystem, der Hauptlebensraum der Tylomelania-Arten, ist durch menschliche Eingriffe wie Bergbau, Dammbauten und illegale Abholzung bedroht. Diese Aktivitäten beeinträchtigen die Flüsse, die die Seen verbinden, und gefährden damit wichtige „Artenschleusen“, die zur genetischen Vielfalt und Speziation der Schnecken beitragen. Zusätzlich führen Erosion und Verschmutzung bereits zu Lebensraumverlusten, wodurch Tylomelania-Populationen in einigen Uferbereichen verschwunden sind. Der Schutz der Lebensräume und die Sensibilisierung der lokalen Bevölkerung sind entscheidend, um diese einzigartigen Arten zu erhalten.

## Bedeutung in der Aquaristik
Tylomelania-Arten erfreuen sich aufgrund ihrer auffälligen Erscheinung und ihres spannenden Verhaltens seit einigen Jahren großer Beliebtheit in der Aquaristik. In Aquarien bevorzugen sie Temperaturen zwischen 22 und 30 °C, einen pH-Wert von 7,5–8,5 sowie geringe organische Belastungen. Sie ernähren sich von Algenbelägen, Pflanzenresten, Laub und Proteinfutter. Eine Gruppe von 5–7 Schnecken sorgt nicht nur für artgerechte Haltung, sondern erhöht auch die Chancen auf Nachwuchs, da sie getrenntgeschlechtlich sind und lebende Jungtiere gebären.
Die Schnecken sind friedlich und lassen sich gut mit Garnelen oder anderen friedlichen Fischen vergesellschaften, jedoch nicht mit Raubschnecken oder Krebsen. Im Aquarium können sie artübergreifend hybridisieren, was in der Natur aufgrund der spezifischen Lebensräume selten vorkommt. Der Erhalt durch Nachzucht ist besonders wichtig, da ihre natürlichen Lebensräume zunehmend bedroht sind.